# Tatarsk
Tatarsk (russisch Тата́рск) ist eine Stadt in der westsibirischen Oblast Nowosibirsk (Russland) mit 24.217 Einwohnern (Stand 14. Oktober 2010).

## Geographie
Die Stadt liegt im Süden des Westsibirischen Tieflands südlich der Wassjuganje und am nordwestlichen Rand der Barabasteppe etwa 450 km westlich der Oblasthauptstadt Nowosibirsk.
Die Stadt Tatarsk ist der Oblast administrativ direkt unterstellt und zugleich Verwaltungszentrum des gleichnamigen Rajons.

## Geschichte
Auf dem Gebiet der heutigen Stadt existierte seit etwa 1790 ein Dorf, welches später Staraja Tatarka genannt wurde, nach den hier lebenden sibirischen Tataren („Baraba-Tataren“).
In den 1890er Jahren wurde die Transsibirische Eisenbahn durch die Gegend geführt und auf diesem westsibirischen Abschnitt Omsk–Nowonikolajewsk (heute Nowosibirsk) 1896 eröffnet. Um den hier errichteten Bahnhof entstand eine Siedlung mit Namen Stanzionny, was einfach Stationssiedlung bedeutet.
1911 wurden Dorf und Siedlung vereinigt und erhielten wie die Bahnstation den Namen Tatarskaja. Von hier aus trieb man in Folge den Bau einer Nebenstrecke zur Erschließung der Kulundasteppe in Richtung des neu gegründeten Ortes (ab 1917 Stadt) Slawgorod voran, die 1914 in Betrieb ging und in dem Folgejahren verlängert wurde.
1925 wurde das Stadtrecht unter dem heutigen Namen verliehen.

### Bevölkerungsentwicklung
| Jahr | Einwohner |
| ---- | --------- |
| 1926 | 9.200     |
| 1939 | 21.403    |
| 1959 | 30.786    |
| 1970 | 29.589    |
| 1979 | 30.893    |
| 1989 | 30.355    |
| 2002 | 26.051    |
| 2010 | 24.217    |

Anmerkung: Volkszählungsdaten (1926 gerundet)

## Kultur und Sehenswürdigkeiten
Die Stadt besitzt ein Heimatmuseum.

## Wirtschaft und Infrastruktur
In Tatarsk gibt es Betriebe des Maschinenbaus und Eisenbahnwerkstätten.
Tatarsk liegt an der Transsibirischen Eisenbahn (Stationsname Tatarskaja; Streckenkilometer 2879 ab Moskau), von der hier eine Querverbindung zur Mittelsibirischen Eisenbahn, die in Karassuk gekreuzt wird, nach Slawgorod und zur westlichen Fortsetzung der Südsibirischen Eisenbahn, die in Kulunda gekreuzt wird, abzweigt. Die Weiterführung dieser Strecke zur ehemaligen Turksib, die nahe Rubzowsk erreicht wird, wurde mittlerweile nach nur wenigen Betriebsjahren wieder stillgelegt.
Während die bisherige Fernstraße M51 Tscheljabinsk–Nowosibirsk–Nowosibirsk etwa 25 Kilometer nördlich an Tatarsk vorbeiführte, wurde vor wenigen Jahren eine auf weiten Strecken völlig neue Trasse zwischen Omsk und Nowosibirsk eröffnet, die Tatarsk nur wenige Kilometer südlich umgeht.